# They Don't Make 'em Like My Daddy
«They Don't Make 'em Like My Daddy» es una canción interpretada por la cantante de country estadounidense Loretta Lynn. Fue publicado en abril de 1974 como el sencillo principal de su álbum del mismo nombre.

## Recepción de la crítica
Un escritor no especificado de Record World indicó que el sencillo tiene “un sonido ligero y comercial que tendrá mucha repercusión en la radio”. Un escritor no especificado de Billboard escribió: “Con reminiscencias de «Coal Miner's Daughter», Loretta continúa (a través de la escritura de Jerry Chesnut) rindiendo homenaje a su difunto padre en una canción que ella misma podría haber escrito”. Un escritor no especificado de Cash Box describió el sencillo como “una melodía contagiosamente brillante y chispeante”.

## Lista de canciones
- 7-inch single – MCA-40223[5]

1. «They Don't Make 'em Like My Daddy» (Jerry Chesnut) – 2:18
2. «Nothin'» (Jimmy Peppers) – 2:37

## Posicionamiento

### Gráfica semanal
| Gráfica (1974)                                 | Pico de posición |
| ---------------------------------------------- | ---------------- |
| Canadá (RPM Country Playlist)                  | 1                |
| Estados Unidos (Billboard Hot Country Singles) | 4                |
| Estados Unidos (Cash Box Country Top 75)       | 1                |

### Gráfica de fin de año
| Gráfica (1974)                           | Pico de posición |
| ---------------------------------------- | ---------------- |
| Estados Unidos (Cash Box Country Top 75) | 11               |